# Alfa Romeo Diva
Alfa Romeo Diva - концепт-кар итальянской автомобильной компании Alfa Romeo. 

## История
Концепт был впервые показан на Женевском автосалоне в 2006 году. Модель была создана в сотрудничестве между Центром Стиля Alfa Romeo, исследовательским центром Elasis у Fiat Group и дизайн-школой Espera под руководством Франко Сбарро. Дизайн модели относится к легендарной иконе - Alfa Romeo 33 Stradale, и вдобавок Diva оснащалась крыльями бабочки. Хотя автомобиль имеет типичный нос в Альфовском стиле, он больше похож на дизайн переда у моделей Формулы-1. Diva построена на тяжелом модифицированном шасси от Alfa Romeo 159 и оснащается 3,2 л. двигателем V6 Busso, выдающим 290 л.с. (216 кВт). Максимальная скорость автомобиля равнялась 270 км/ч (168 миль/ч), а разгон с 0 до 100 км/ч был равен 5 секундам.